# ران جانسون
ران جانسون (به انگلیسی: Ron Johnson) (زادهٔ ۸ آوریل ۱۹۵۵) سناتور ایالت ویسکانسین در سنای ایالات متحده آمریکا است که برای نخستین‌بار در ۳ ژانویه ۲۰۱۱ به‌عضویت این مجلس درآمد. وی در زمرهٔ سناتورهای گروه سوم است که به‌مدت ۶ سال در سنا حضور دارند و تا تاریخ ۳ ژانویه ۲۰۱۷ در این مجلس خواهد بود.